# Hugo Hirst, 1. Baron Hirst

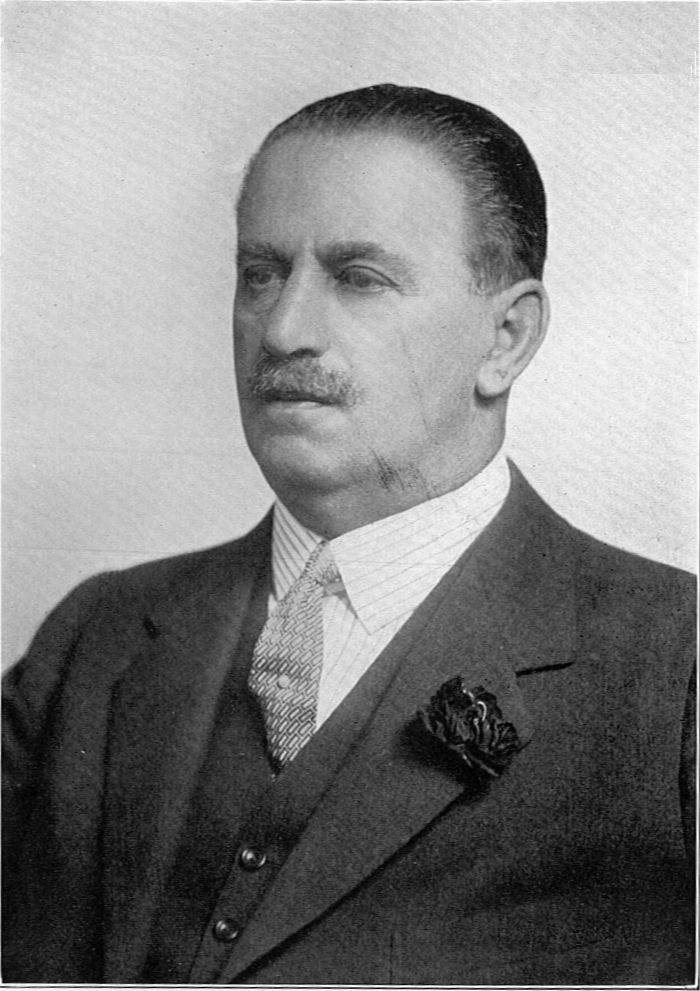
Sir Hugo Hirst, 1. Baronet (1930)

Hugo Hirst, 1. Baron Hirst (* 26. November 1863 in Altenstadt (Iller) als Hugo Hirsch; † 22. Januar 1943 in Foxhill House bei Reading) war ein britischer Unternehmer.

## Leben
Hugo Hirsch war der älteste Sohn des jüdischen Kaufmanns Emanuel Hirsch und seiner Frau Lisa, Inhaber einer Branntweinbrennerei im bayrischen Altenstadt (Iller). 1870 zog die Familie nach München, so dass Hugo dort zur Schule ging, unter anderem im Schuljahr 1873/74 ins Münchner Maximiliansgymnasium. 1881 wanderte er nach England aus, wo er 1883 naturalisiert wurde und den Namen „Hugo Hirst“ annahm.
1886 verband er sich mit Gustav Binswanger (* 1855 Osterberg bei Neu-Ulm; † 1910 in Hampstead, Greater London), der sich später Byng nannte, und der in London die Elektrogroßhandlung G. Binswanger and Company begründet hatte; die Firma wurde in The General Electric Apparatus Company umbenannt. Im folgenden Jahr brachten sie ihren ersten Elektro-Katalog heraus. 1888 erwarben sie mit Kapital von Gustav Binswanger und dessen Bruder Max eine Fabrik in Salford nahe Manchester, in der sie Telefone, elektrische Klingeln und Schalter produzierten. 1889 wurde die Firma als General Electric Company Ltd. (G.E.C.) eingetragen. Sie entwickelten den Gebrauch von Porzellan als Isolationsmaterial in Schaltern. Ab 1893 stiegen sie in die Produktion von Glühlampen ein. 1919 fusionierte die General Electric Company mit der Marconi Company zur Marconi-Osram Valve Company. 1906 war Hirst Managing Director und 1910, nachdem Byng gestorben war, Chairman der General Electric Company geworden. 1923 unterstützte er Pinchas Ruthenberg bei der Gründung der Palestine Electric Company. Von 1928 bis 1930 war er Master bei der Glaziers' Company. 

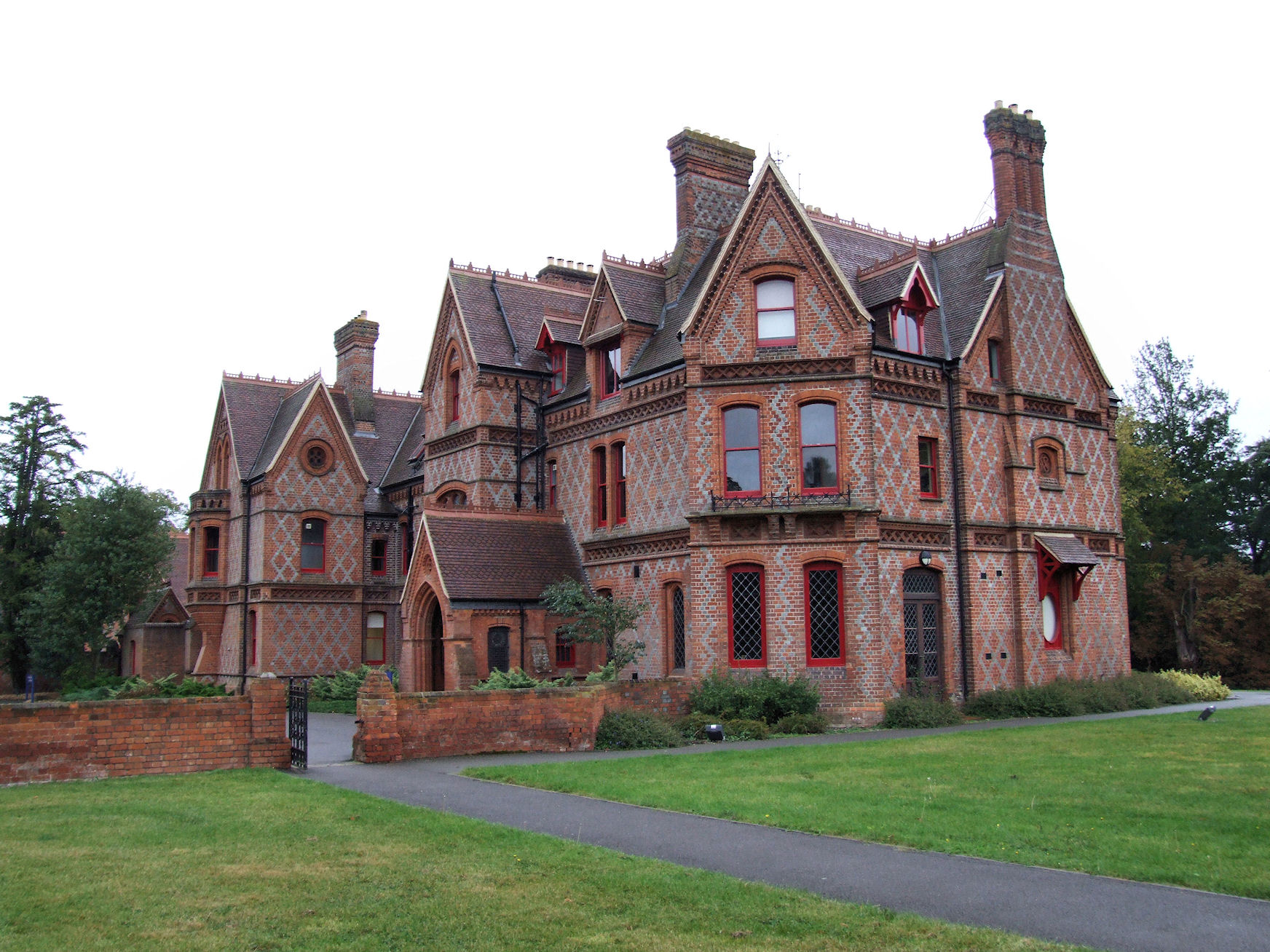
Foxhill House

1919 erwarb er als seinen Wohnsitz das Anwesen Foxhill House bei Reading in Berkshire. 1925 wurde er zum Baronet, of Witton in the County of Warwick, sowie am 28. Juni 1934 zum Baron Hirst, of Witton in the County of Warwick, erhoben. Mit dem letzteren dieser beiden erblichen Adelstitel war ein Sitz im britischen House of Lords verbunden, den er bis zu seinem Tod innehatte. Im Hansard ist eine Parlamentsrede von ihm verzeichnet. Da sowohl sein einziger Sohn, als auch dessen Sohn vor ihm starben, erloschen seine Titel bei seinem Tod am 22. Januar 1943.

## Ehe und Nachkommen
Am 30. Mai 1892 heiratete Hugo Hirst in München seine Cousine Leontine Hirsch (* 1873; † 1938), Tochter von Hermann Hirsch, Fabrikant, und Sara, geborene Dyck. Ihre Schwester Amanda heiratete seinen Mitarbeiter Max Railing (1868–1942), der 1892 nach England gekommen war. Mit Leontine hatte er drei Kinder:
- Muriel Elsie Hirst († 27. August 1969)
- Irene Phyllis Hirst († 30. Juni 1995)
- Harold Hugh Hirst (* 6. Juli 1893; † 24. Februar 1919), Leutnant im 21st Bataillon, Manchester Regiment der Royal Engineers.